# Нарвская улица (Смоленск)
На́рвская у́лица — улица в Смоленске, относится к Ленинскому району города.

## Описание
Во времена Российской империи этот район Смоленска был территорией военного ведомства, здесь дислоцировался Нарвский 3-й пехотный полк, в честь которого улица впоследствии получила своё название. Улица сформировалась в 1950-е годы, тогда же на ней были построены два дома для военнослужащих местных воинских частей (ныне — дома № 8/1 и 3). Она находится к западу от центра города, начинается от улицы Багратиона и упирается в овраг.
На улице располагаются корпуса бывшего Смоленского завода холодильников (ОАО «Айсберг») и исторические здания казарм Нарвского полка (наряду с Городком Коминтерна, отделены от проезжей части забором, в них располагается действующая воинская часть). На территории воинской части установлен памятник В. И. Ленину. Улица располагается в непосредственной близости от трамвайной остановки «Спортивный клуб армии».